# Annette Vilhelmsen
Annette Lilja Vilhelmsen (Svendborg, 24 de octubre de 1959) es una política danesa que fue Ministra de Asuntos Sociales e Integración durante un breve período de mediados de 2013 hasta principios de 2014 y Ministra de Asuntos Económicos y Empresariales de 2012 a 2013, ambos durante el gobierno de Helle Thorning-Schmidt. Fue diputada durante el período 2011-2015 y fue líder del Partido Popular Socialista entre 2012 y 2014.

## Carrera política
Nació en Svendborg, donde fue profesora y tuvo una larga trayectoria combinando su docencia con las políticas locales antes de ingresar a la escena política nacional cuándo fue elegida al Parlamento en las elecciones parlamentarias de 2011. Fue vocera de su partido, en relación con asuntos empresariales.
En septiembre de 2012 anunció su candidatura para a presidencia del Partido Popular Socialista contra Astrid Krag después de que el exdirigente Villy Søvndal dejara el cargo. Se dice que Vilhelmsen representa el ala izquierda del partido. Mientras que gran parte de la directiva del partido mostró su apoyo a Krag y advirtió que la postura izquierdista de Vilhelmsen podría poner en riesgo la estabilidad de la coalición gobernante, Vilhelmsen logró un considerable apoyo en la circunscripción general del partido, y ganó la elección con el 66% de los votos.
El 16 de octubre de 2012 fue nombrada nueva Ministra de Asuntos Económicos y Empresariales en sucesión de Ole Sohn. Renunció a su cargo como Ministra y presidenta del partido el 30 de enero de 2014, debido a la falta de apoyo de la sede del partido, tras descubrirse de su alta participación en la venta de parte de la compañía de energía danesa DONG por la industria estadounidense Goldman-Sachs.